# Чичба, Рашид Анзорович
Раши́д Анзо́рович Чичба́ (род. 15 сентября 2000, Гагра, Автономная Республика Абхазия) — российский футболист, защитник.
Воспитанник академии «Краснодара». Дебютировал в М-Лиге в матче с московским «Спартаком». До 2021 года был заявлен за клуб «Краснодар-3», выступавший в ФНЛ-2. Дебютировал в матче с «Спартаком-Нальчик». В 2021 году стал свободным агентом.
В феврале 2022 года стал игроком клуба Премьер-лиги Боснии и Герцеговины «Леотар». Дебют состоялся в матче с ФК «Сараево».